# Nauderer Bergen
De Nauderer Bergen vormen een subgroep van de Ötztaler Alpen, ten noorden van de hoofdkam van dit gebergte, in de Oostenrijkse deelstaat Tirol. Het is de meest westelijk gelegen subgroep van de Ötztaler Alpen. Zij wordt begrensd door het Oberinntal met onder andere de Finstermünzpas in het noordwesten en door het riviertje de Radurschlbach in het oosten, die het gebergte scheidt van de Glockturmkam. In het zuiden wordt de subgroep begrensd door de hoofdkam van de Ötztaler Alpen, die tegelijkertijd de grens met Italië vormt. Omdat het gebied grotendeels in Oostenrijk ligt, is de naamgeving van bergtoppen en andere geografische begrippen in het Duits. Enkele bergtoppen in de subgroep op de grens met Italië hebben echter ook een Italiaanse naam, meestal een letterlijke vertaling van de Duitse naam. Het dak van de Nauderer Bergen is de Mittlerer Seekarkopf, waarvan de top ligt op 3063 meter hoogte.
De Nauderer Bergen zijn vernoemd naar de plaats Nauders, die aan de westelijke zijde van de subgroep gelegen is. Het gebied is vanuit deze gemeente door middel van een groot aantal kabelliften bereikbaar.

## Bergtoppen
Bergtoppen in de Nauderer Bergen met een hoogte boven de 2000 meter zijn:
| - Mittlerer Seekarkopf, 3063 m - Südlicher Seekarkopf, 3057 m - Nauderer Hennesiglspitze, 3045 m - Wildnörderer, 3011 m - Nördlicher Seekarkopf, 3000 m - Großer Schafkopf (Ital.: Cima delle Peccore), 2998 m - Plamorderspitze (Plamorterspitze; Ital.: Cima Pian dei Morti), 2982 m - Brunnewandspitze, 2981 m - Klopaierspitze (Ital.: Piz Clopai), 2918 m - Schönkarlesspitze, 2915 m - Bergkastelspitze (Ital.: Cima Castello), 2912 m - Seekarjoch, 2895 m - Wölfeleskopf (Ital.: Punta del Lupo), 2894 m - Mataunkopf (Ital.: Cima Mataun), 2886 m - Wölfelesjoch, 2829 m - Schartlkopf, 2808 m - Tscheyer Shartl, 2806 m - Saletzjoch, 2797 m - Piengkopf, 2789 m - Arzkopf, 2787 m | - Gamorkopf (ook: Ochsenkopf), 2769 m - Mitterkopf, 2750 m - Valdafourkopf, 2746 m - Muttlerkopf, 2744 m - Kleiner Schafkopf, 2742 m - Gueser Kopf, 2740 m - Schmalzkopf, 2724 m - Gaißpleiskopf, 2716 m - Schafkarkopf, 2677 m - Tscheyegg, 2666 m - Absatzkopf, 2604 m - Tscheyjoch, 2600 m - Mitterjoch, 2656 m - Affenkopf, 2623 m - Muttler, 2553 m - Roßkopf, 2461 m - Ulrichskopf, 2457 m - Ferminzkopf, 2413 m - Zadresjoch, 2397 m - Bazallerkopf, 2160 m |

## Berghutten
In de Nauderer Bergen liggen de volgende schuilhutten:
- Hohenzollernhaus, 2123 m
- Nauderer-Ski-Hütte, 1913 m